# Sorbus turkestanica
Sorbus turkestanica är en rosväxtart som först beskrevs av Adrien René Franchet, och fick sitt nu gällande namn av Johan Teodor Hedlund. Sorbus turkestanica ingår i släktet oxlar, och familjen rosväxter. IUCN kategoriserar arten globalt som otillräckligt studerad. Utöver nominatformen finns också underarten S. t. dulcis.